# Monety polskie Hospodarstwa Mołdawskiego
Monety polskie Hospodarstwa Mołdawskiego – monety bite przez władców Hospodarstwa Mołdawskiego w okresie ich lennej zależności od Korony Królestwa Polskiego, ewentualnie z wykorzystaniem elementów heraldycznych lub systemowych pieniądza I Rzeczypospolitej.

## Rys historyczny
Hospodarstwo Mołdawskie powstało na początku XIV w. jako państwo lenne zależne od Królestwa Węgier. W 1387 r. we Lwowie hospodar Piotr I Muşat złożył hołd lenny Władysławowi II Jagielle i Jadwidze, co było początkiem trwającego do drugiego dziesięciolecia XVII w. związku z Koroną Królestwa Polskiego, choć zależność ta nie miała charakteru ciągłego. Mołdawia ulegała w tym okresie na przemian wpływom: polskim, węgierskim i tureckim.
Brak ciągłej zależności od Polski niekiedy prowadzi do niewłączania mennictwa tego lenna do zakresu numizmatyki polskiej, ewentualnie uznawania za polski jedynie pierwszy, w miarę ciągły, średniowieczny okres, obejmujący lata 1387–1504 (cezura 1504 związana jest z ostatnim rokiem panowania Stefana III, a nie z ustaniem formalnej zależności lennej). Od przełomu XX/XXI w. pojawiają się próby zaliczenia do polskich również niektórych monet z okresu nowożytnego Hospodarstwa, z lat 1504–1615.

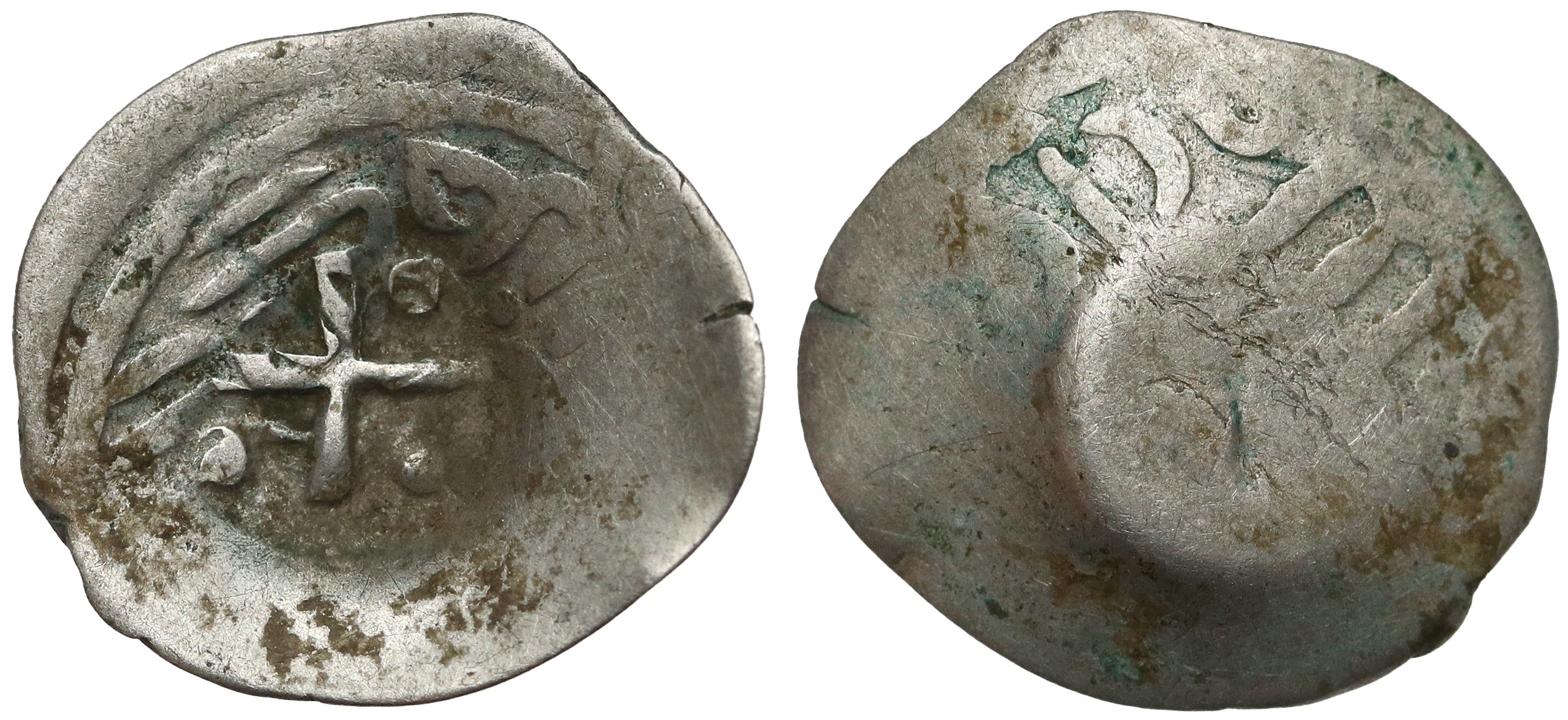
Asprokastron (grosz) Hospodarstwa Mołdawskiego (XV w.) z mennicy w Białogrodzie nad Dniestrem (lenny?)

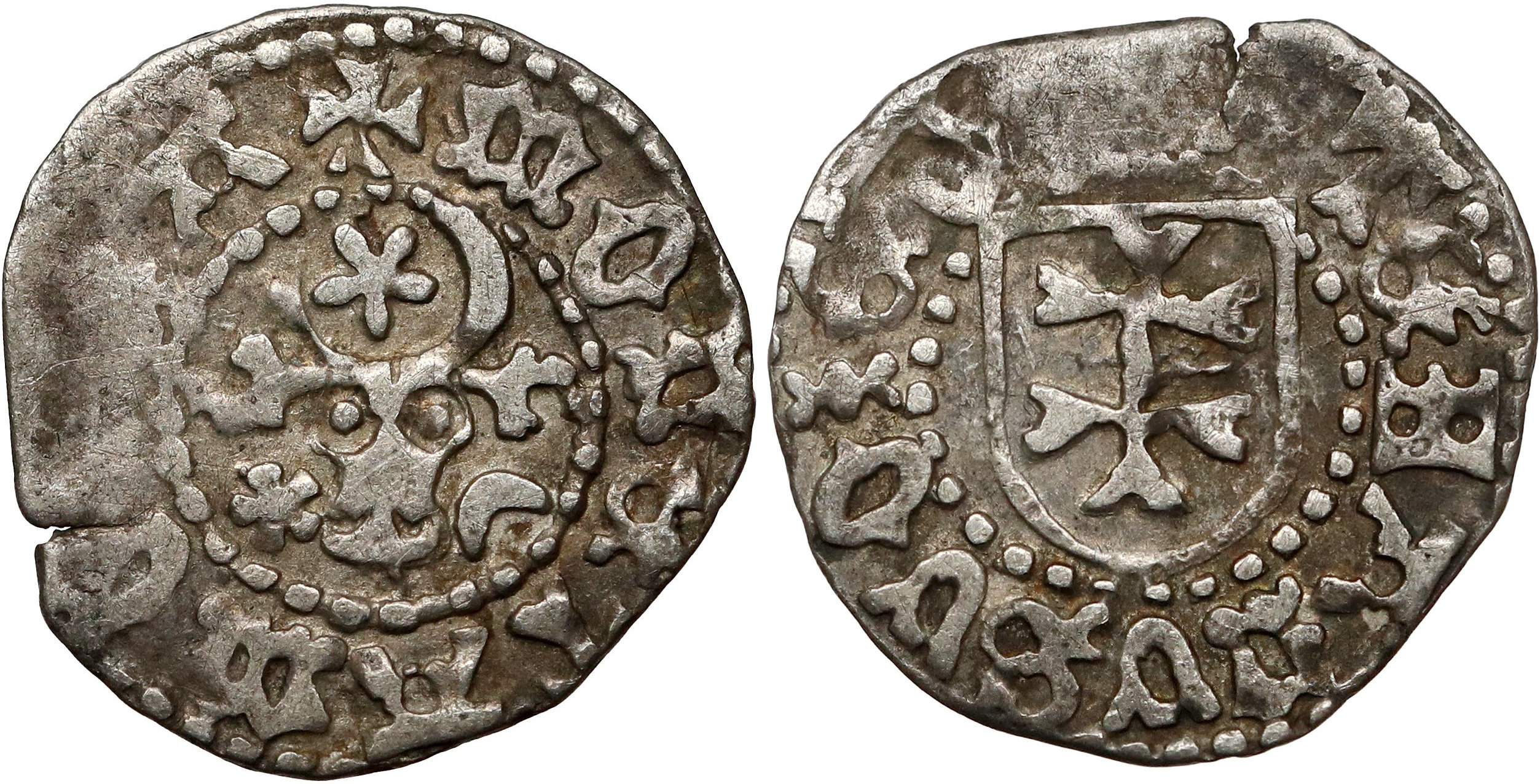
Grosz lenny Hospodarstwa Mołdawskiego (Stefan III)

## Monety lenne (1387–1504)
Monety mołdawskie schyłkowego okresu średniowiecza charakteryzują się znaczą jednorodnością. Praktycznie wszystkie wybito w mennicy w Suczawie, incydentalnie w Asprokastru (Białogrodzie). Na monetach tych na jednej stronie pojawiała się głowa wołu, czyli herb hospodarstwa, a na drugiej zaś – tarcza herbowa suwerena. Legendy umieszczane na monetach zawierały imię hospodara oraz wojewody. Wg niektórych autorów, najwyraźniej związanymi z numizmatyką polską są monety:
- Stefana III (1457–1504),
- Stefana II (1433–1435, 1442–1447),
- Piotra II (1448–1449),

na których występował, samoistnie bądź w ramach kompozycji, podwójny krzyż Jagiellonów.
Identyfikacja podwójnego krzyża nie jest zadaniem prostym, gdyż występował on również powszechnie w tym okresie na monetach węgierskich. Na początku XXI w. badacze przyjmują, że węgierskimi są monety z krzyżami swobodnymi, a jagiellońskim – z krzyżami umieszczonymi na tarczach herbowych.
Mimo że średniowieczne monety mołdawskie zaliczane są do systemu groszowego, to jednak określenie wzajemnej relacji gatunków nie jest do końca jednoznaczne. Na początku XXI w. wcześniejsze powiązania:
- dwugrosz mołdawski – półgrosz Władysława Jagiełły,
- grosz mołdawski[5][3][6] – kwartnik ruski,
- półgrosz mołdawski[7][8] – denar,

są uznawane za niepoprawne – wiadomo, że nie istniały dwugrosze, natomiast bito drobne monety w postaci banów.
Według badaczy rumuńskuch z początku XXI w. system monetarny Piotra I Muşata był wzorowany bezpośrednio na kwartnikach ruskich Kazimierza III Wielkiego oraz Władysława Opolczyka.

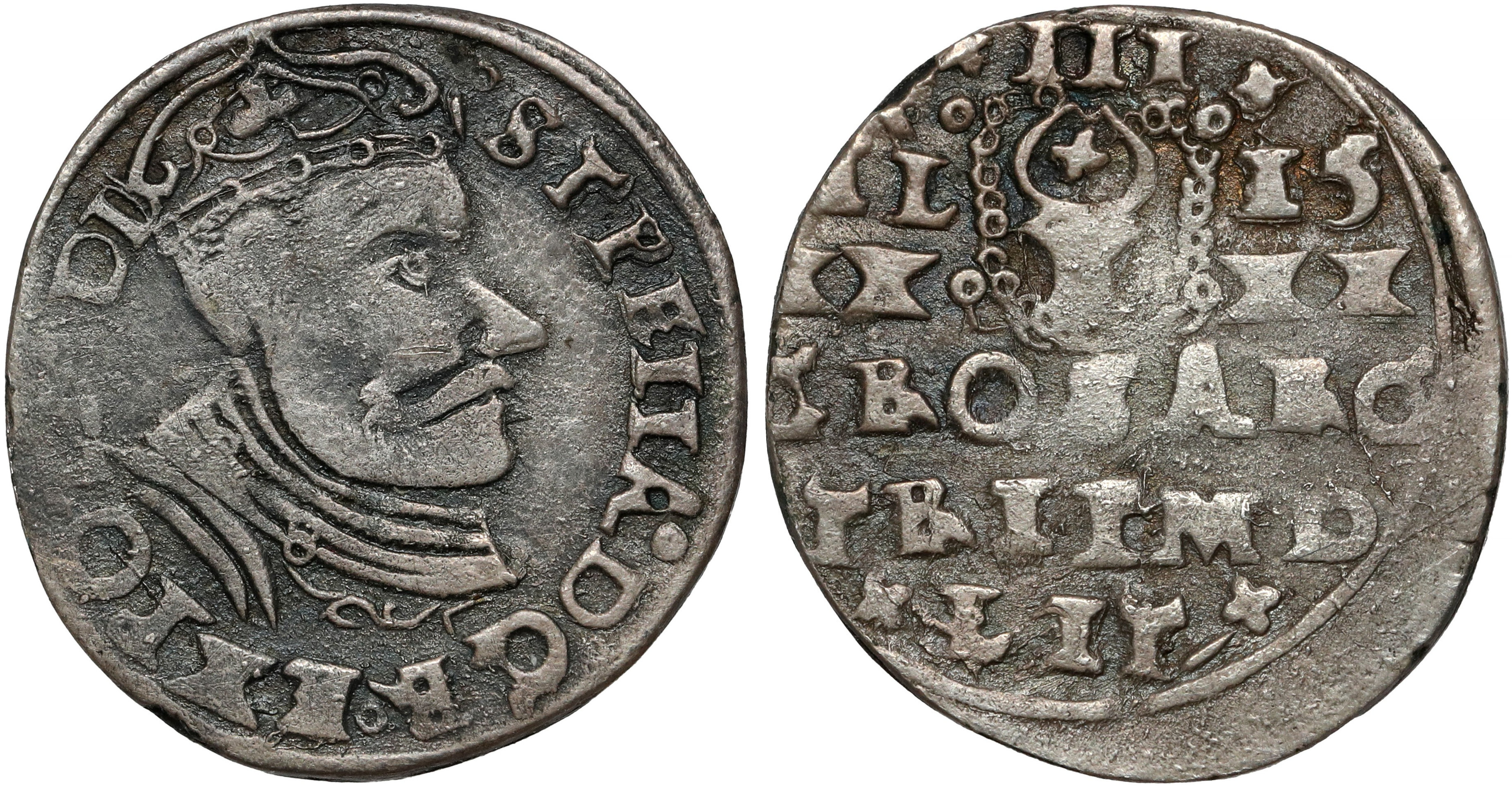
Trojak Hospodarstwa Mołdawskiego z 15.. roku – naśladownictwo trojaka litewskiego Stefana Batorego

## Monety nowożytne zaliczane do numizmatyki polskiej (1504–1615)
Godło dynastii jagiellońskiej pojawiało się również na monetach Bogdana III (1504–1517) i Stefana IV Stefănițy (1517–1527), którzy nie byli lennikami polskimi, ale kontynuowali wcześniejsze wzorce w swoim mennictwie.
Od panowania Bogdana III zależoność lenna od Polski miała jedynie charakter czasowy. Z tego też powodu do numizmatyki polskiej ewentualnie włączane bywają monety:
- Aleksandra IV Lǎpuşneau (1552–1561, 1564–1568),
- Jana III Srogiego (1572–1574) oraz
- Jeremiego Mohyły (1595–1606).

Za panowania Aleksandra IV Lǎpuşneau bito monety na wzór węgierski, czyli denary siedmiogrodzkie, na których na pięciopolowej tarczy herbowej występował podwójny krzyż. Nie ma ostatecznej pewności, czy był to krzyż węgierski, czy został on tam umieszczony w konsekwencji złożenia hołdu lennego Zygmuntowi II Augustowi w 1552 r.
Monety Jana III Srogiego oparte były na wzorcach tureckich. Miedziaki o masie 6 gramów miały legendę w alfabecie słowiańskim i datę roczną liczoną od „stworzenia świata” –  7081 (1573).
W mennictwie Jeremiego Mohyły pojawił się trojak z portretem Zygmunta III Wazy na awersie i głową wołu na rewersie. Monety te datuje się na lata 1595–1597 (być może odpowiadał za nie przybyły z Rygi mincmistrz i dzierżawca mennicy Heinrich Wulf).
Wzorce Rzeczypospolitej Obojga Narodów usiłował wprowadzić również poprzednik Jeremiego Mohyły – Stefan VIII Rǎzwan, który nie był lennikiem polskim. W czasie swojego krótkiego panowania w 1595 r. przeprowadził reformę monetarną, na podstawie której bił wzorowane na polsko-litewskich trojaki mołdawskie, naśladujące między innymi herb Przegonia podskarbiego Jana Dulskiego oraz tytulaturę Stefana Batorego.

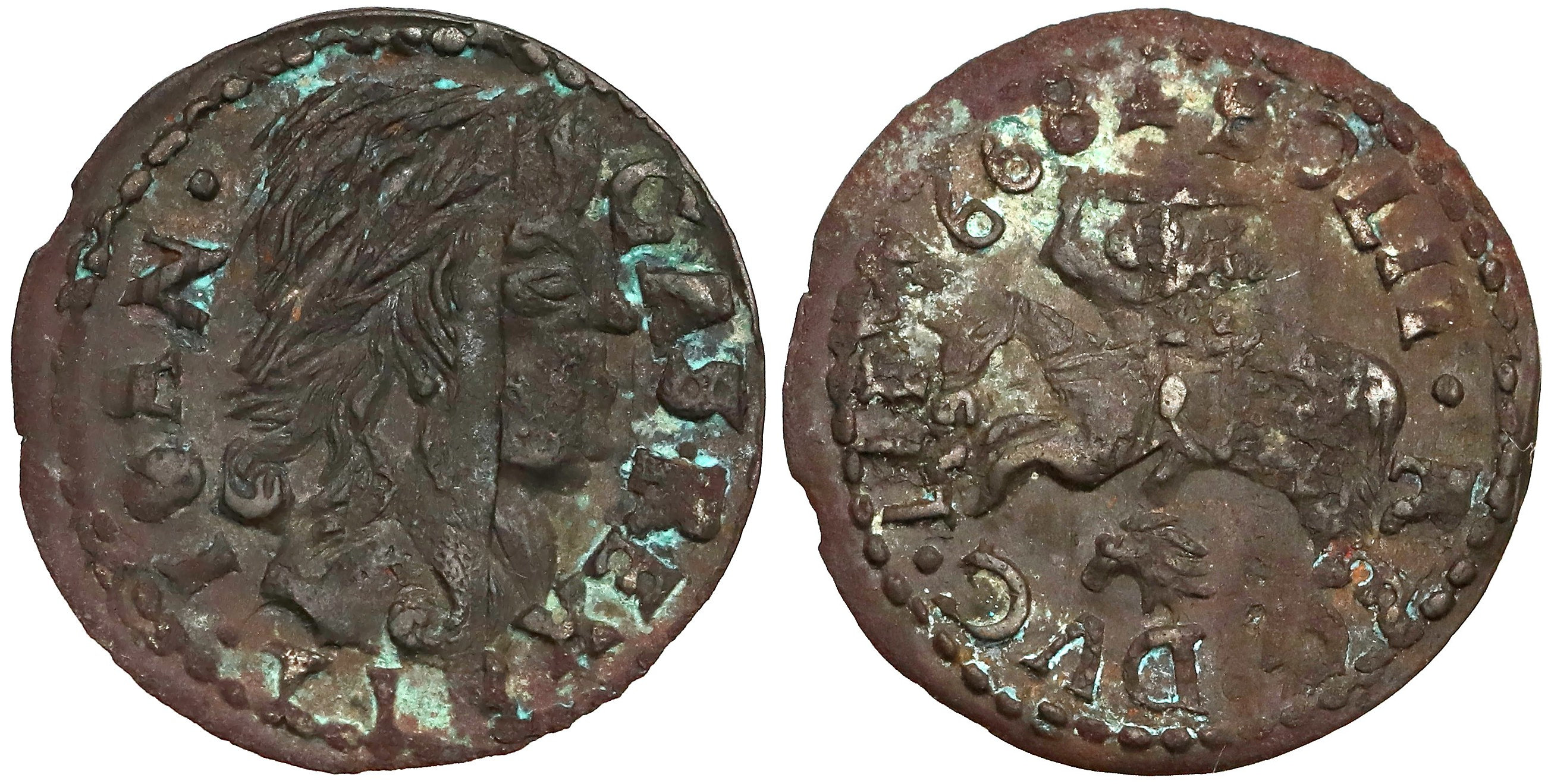
Boratynka litewska 1668 (fałszerstwo nieistniejącego w rzeczywistości rocznika – najprawdopodobniej z mennicy w Suczawie)

Niezależnie od braku lennych relacji w Hospodarstwie Mołdawskim zauważalna była obecność monety napływającej z terenów państwa polskiego, która w drugiej połowie XVI w. zdominowała obrót pieniężny hospodarstwa. W przeciwnym kierunku moneta mołdawska napływała bardzo rzadko. W o wiele większej liczbie w XVII w. napływały na terytorium państwa polsko-litewskiego fałszywe monety bite w Suczawie przez hospodarów, którzy nie uważali się za lenników polskich. Fałszerstwa te były jedną z istotnych przyczyn zaburzeń obiegu pieniężnego na terytorium Rzeczypospolitej.